# Нераида (дем Алмирос)
Нераида (на гръцки: Νεράιδα), с най-старо име до 1912 г. Келеменли (на гръцки: Κελεμενλή), коригирано на Келемени (на гръцки: Κελεμενί) и преименувано на Нераида през 1955 г., е тесалийско село, разположено в североизточното подножие на Отрис под Анавра на надморска височина от 334 метра. Намира се на около 49 км югозападно от Волос и на 15 км западно от Алмира. Това е едно от групата каракачански села в района, като според легендата жителите му са преселници от Фрашър.
Енорийската църква е посветена и носи името на Параскева Епиватска.